# 박영 (1887년)
박영(朴英, 1887~1927)은 한국의 독립운동가이다. 1919년 최진동이 만든 군무도독부의 참모장 또는 의무원장으로 등장하며 봉오동전투, 청산리전투에 참가했다. 소년시절의 이름은 박성남이였고 그후 박응세(朴應世), 박근성, 박진, 박영, 몽각 등 여러 가지 별명을 사용하였다.
2006년 광복 61주년 광복절을 맞아 건국훈장 독립장이 추서됐다. 주요 공적은 다음과 같다. 고(故) 박 영(1887~1927) 선생은 1920년대 초 만주·노령지역 무장독립군 조직을 이끈 대표적인 무장투쟁가로 중국 길림성 왕청현 등지에서 대한군무도독부 참모, 북로독군부 군무부장, 노령의 한국독립군단 무기 구입 및 생도 모집, 고려혁명군, 중국 만주의 백산무사단 부단장, 중국 광저우의 황포군관학교 교관 등으로 활약하면서 무장투쟁을 전개했다.

## 생애
“광둥에 온 가장 우수한 조선인 혁명가의 전형적인 인물은 박진(박영) 부부와 그의 두 동생이었다.”
님 웨일스가 기록한 〈아리랑〉에서 김산(본명 장지락)이 혁명가의 전범으로 꼽은 사람.
1910~20년대 한국은 물론 소련, 중국, 일본을 활동 무대로 삼아 항일투쟁과 혁명에 몸을 던진 민족주의자이면서 국제주의자. 혁명이 있는 곳이면 수천리 길을 마다지 않아 한국의 ‘체 게바라’로 불렸다.
박영은 함경북도 경흥군 아오지에서 농민 박시겸의 맏아들로 태어났다. 소년시기 구학서당에서 공부하였다. 그가 10대 후반일 무렵 경흥 일대는 항일투쟁의 주요 무대였다. 항일운동을 지원하던 그는 1908년 7월 일본군 경흥수비대가 의병들의 공격을 받은 뒤, 의병을 도왔다는 혐의로 아버지와 함께 체포돼 고문을 당한다. 두 달 뒤 옥문을 나온 뒤 국내 활동이 어렵게 되자 1910년 가족들과 함께 중국 지린성 허룽현(지금의 룡정현) 삼동포로 이주했다.
이듬해인 1911년 짧은 기간이지만 일본 도쿄로 견문을 넓힌다. 메이지대학에 다니며 약육강식이 지배하는 제국주의 세계 질서를 깨우친 그는, 신해혁명으로 수천년 봉건질서가 뒤집혔다는 소식을 듣고 중국으로 돌아간다. 허룽현에 학교를 세우고 계몽운동을 벌인다.
1915년에 두만강변에 자리잡은 삼동포를 떠나 왕청현 봉오골로 갔다. 그곳 소학교에서 교편을 잡고 청소년들에게 반일교육을 진행하였으며 나중에 봉오동에서도 학생을 가르쳤던 그의 교사 이력은 러시아로 건너간 뒤에도 계속된다. 박영은 1917년께 난징 금릉대에서 한 차례 더 견문을 넓힌다.
1919년 최진동이 만든 군무도독부의 참모장이 된 그는 이듬해 도독부가 홍범도가 이끄는 대한독립군 등과 통합하면서 생긴 대한북로독군부 통신과장을 맡는다. 이 부대는 같은 해 6월 치러진 ‘독립전쟁 1회전’ 봉오동전투에서 일본군 대대를 맞아 150여 명을 사살하는 큰 전과를 올린다. 봉오동과 청산리에서 연거푸 대패한 일제는 ‘간도지방 불령선인 초토계획’을 세우고 1만8천여명의 병력을 동원한다. 3천690여명이 학살당한 경신참변의 시작이다. 1920~21년 수천명의 독립군들은 반격의 기회를 엿보기 위해 러시아 연해주로 이동한다.
러시아 10월혁명으로 촉발된 내전이 한창인 연해주에서 그의 세계관은 크게 변한다. 연해주로 넘어간 독립군 상당수는 적군(혁명군) 및 러시아 빨치산들과 함께 연해주의 백군(반혁명군) 및 일본군에 맞서 싸운다. 그도 그런 와중에서 볼셰비키 당원이 된다. 그는 1921년 12월 인스크에서 벌어진 대규모 전투에서 부상을 당했는데, 독립군 지도자 김규면은 “박영은 부상한 채로 그냥 싸웠다”고 회고하기도 했다. 1921년 겨울 류성희와 결혼했다. 님 웨일스의 〈아리랑〉에도 등장하는 인물이다. 류성희는 블라디보스토크에서 가까운 한 지방의 조선인 홍군부대에 참가하여 활동하였다. 1926년 그 시절 광주의 황포군관학교에서도 같이 활동했다. 1927년 광저우 봉기에 참여한 남편 박영이 전사하자 류성희는 임신한 몸으로 시베리아로 돌아갔다.
이듬해 1922년 부대를 이끌고 7차례의 ‘블라디보스토크 해방전’에 참전한 박영은 크게 다쳐 이만(현 달네레첸스크)으로 후송된다. 그곳 조선인중학교에서 교편을 잡기도 한 그는 1923년 러시아 극동민족소비에트 위원에 이어 주석직에 오른다.
하지만 내전이 끝난 뒤 러시아 등에서 한국인들로 구성된 고려혁명군은 가치가 떨어지면서 무장해제를 당한다. 이때 독립운동가들은 소비에트 건설에 헌신하는 게 조선 혁명에 공헌하는 것이라는 쪽과, 러시아혁명이 완수됐으니 또 다른 혁명을 위해 간도나 조선으로 가야 한다는 쪽으로 갈렸다. ‘조선혁명 우선론’을 내세운 이들 중 일부는 분파주의자로 몰려 소련 공산당에서 쫓겨난다. 그도 그때 중국행을 결심한 것으로 보인다.
광저우에서 벌어지던 중국혁명에 참전한 이용이 편지를 보내왔다. 박영은 ‘또 다른 혁명’을 찾아 1926년 아내 류성희, 두 동생 근만, 근수와 함께 광저우로 간다. 당시 광저우는 쑨원의 국민혁명과 사회주의혁명이 함께 어우러져 불타는 용광로였다. 70여명의 한국인들은 조국 독립을 위한 징검다리를 놓기 위한 또 하나의 혁명전쟁에 참가하려고 연해주에서 광저우로 이동했다. 중국 국공합작의 산물인 황포군관학교의 교관이 된다. 그러나 이듬해 장제스가 반공쿠데타를 일으켜 황포군관학교에 있던 공산당원과 한국인 혁명가 수백명이 검거된다. 이를 피해 황포군관학교 우한분교로 옮겼다. 류성희 등 박씨가문의 네 사람은 다시 당조직의 지시를 받고 장발규가 지휘하는 국민혁명군 제2방면군의 제4군 군관교도단에 들어갔다. 군관교도단 단장은 공산당원 엽검영이고 이 교도단이 남하하여 10월초에 광주 사오관(韶州)에 진주하였고 남편 박영이 교도단 교도대 대장을 맡았다. 류성희도 교도단의 한 여전사였다. 12월에 ‘삼일천하’로 끝난 중국 공산당의 광저우 봉기에 참여해 활약한다. 박영은 여기서 6일 밤낮을 치열하게 싸우다 전사했다.
그러나 일본군 등의 지원을 등에 업은 국민당군과 군벌군의 반격으로 봉기가 실패해 퇴각 명령이 떨어진 것도 모른 채 4일 동안 진지를 고수하다 동지들과 함께 살육극의 제물이 된다. 그가 이끌던 한국인 60명을 포함한 200명의 돌격대는 영남대학에서 결사항전을 벌이다가 16살 소년 한 명(안청)을 빼고 몰살당했다.
해방 뒤 마오쩌둥으로부터 열사증을 추서받은 것은 북한에서 사법상을 지내다 1954년 숨진 이용(헤이그 밀사 이준의 아들)이 힘을 쓴 결과다. 이용이 박영이 혁명에 참여했던 증거자료를 모아 중국 정부에 보내줬다. 모스크바 홍군대학을 졸업한 이용은 연해주에서 박영과 함께 싸웠고, 박영을 광저우로 불러들인 인물이다.
박영은 형제 운동가로도 유명하다. 연해주에서 그와 함께 러시아 백군 및 일본군에 대항해 싸웠던 두 동생 근만(?~1960?)·근수(1903~1970)는 1926년 그가 중국 광저우로 갈 때도 동행한다. 이들 3형제는 황포군관학교에 교관 또는 학생으로 들어간다.
근만과 근수는 1927년 12월13일 광저우 봉기의 패색이 짙어지자 광저우를 탈출한다. 퇴각 명령을 받지 못한 형이 전사한 뒤 두 동생은 ‘하이루펑(해륙풍) 소비에트’ 전투에도 참가한다.
이들의 운명도 형 못지않게 비극적이다. 1928년 중국 경찰에 검거되기도 했던 근수는 이듬해 만주로 간다. 한국 이주농민들이 몰려 살고 있는 지린성 판스현에서 소학교 교사를 지낸 그는 31년에는 판스중심현위원회 조직부장 등을 지내며 농민운동과 항일운동을 이끈다. 중국혁명이 끝나고 지린에서 형처럼 교사로 있던 그는 1960년대 말 문화혁명 때 ‘하방’(지식인의 농촌 강제 파견)당한다. 투옥돼 감옥에서 숨을 거둔 근수는 1984년 중국공산당으로부터 복권 조처를 받는다.
근만의 생은 더욱 안타깝다. 광저우 봉기 뒤 만주에서 중국공산당 만주성위 간부로 활동하던 그는 독립운동의 씨를 말리려는 일제의 발악에 몰리다 못해 결국 투항한다. 투항 당시 당의 양해가 있었으나 결국 이것이 족쇄가 돼 은둔하다시피 하며 살던 그는 60년께 병으로 숨진다.